# Crise de mai 1958
La crise de mai 1958 marque le retour au pouvoir en France du général de Gaulle, dans un contexte insurrectionnel lié à l'instabilité gouvernementale et à la guerre d'Algérie. Elle commence par le putsch d'Alger le 13 mai 1958 et se termine le 3 juin suivant par le vote d'investiture du général de Gaulle, nommé le 1er juin président du Conseil par le président de la République René Coty, avec pour mission de rédiger dans les 6 mois une nouvelle constitution. La crise de mai 1958 prépare ainsi la naissance de la Cinquième République.

## Contexte: l'instabilité de laIVeRépublique
Le 1er novembre 1954, l'insurrection algérienne de la Toussaint rouge marque le début de la guerre d'Algérie. Ce conflit, l'impuissance de la IVe République à y faire face et l'instabilité ministérielle conduisent le régime à une crise grave.
Charles de Gaulle, qui dès 1946 avait mis en garde contre l'instabilité gouvernementale que générerait la Quatrième République, se tient alors à l'écart de la vie politique. Depuis sa démission de la présidence du gouvernement le 20 janvier 1946 et l'échec du Rassemblement du peuple français (définitivement mis en sommeil en septembre 1955), son refus de tout compromis avec le « régime des partis » l'isole dans une « traversée du désert », à l'écart de toute responsabilité.
À Paris, le pouvoir est vacant depuis la chute du gouvernement Félix Gaillard le 15 avril 1958, et le reste pendant vingt-huit jours. Pierre Pflimlin, partisan de la négociation avec le FLN, est nommé à la présidence du Conseil.
De Gaulle lui-même se tient à l'écart des troubles générés par cette situation, quoique, dès le 10 mai, un éditorial d'Alain de Sérigny, directeur de L'Écho d'Alger, l'eût appelé à sortir de sa retraite pour, pensait-il, sauver l'Algérie française que les partis traditionnels et le prochain gouvernement s'apprêtaient à lâcher : « Je vous en conjure, parlez, parlez vite, mon général... »

## Déroulement de la crise

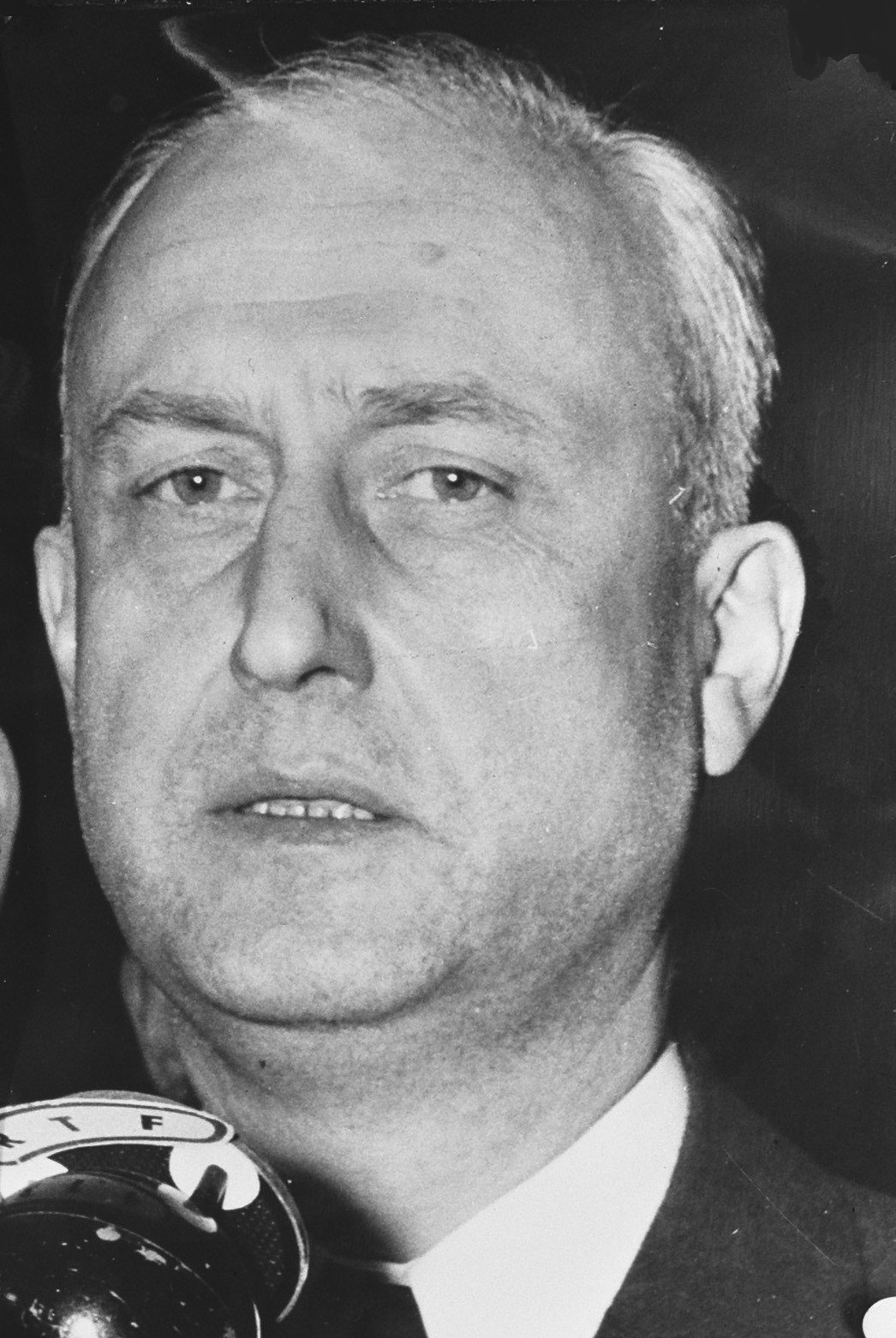
Pierre Pflimlin en mai 1958.

Le gouvernement Pflimlin est investi par l'Assemblée nationale le 13 mai 1958, le jour même où à Alger se met en place le Comité de salut public insurrectionnel. Celui-ci réunit plusieurs forces : le groupe des sept de l'avocat et président de l'Association générale des étudiants d'Alger Pierre Lagaillarde, alors âgé de 26 ans ; les gaullistes de Léon Delbecque, chargé de mission à Alger pour le ministre de la Défense nationale, Jacques Chaban-Delmas, et chef du Comité de vigilance ; des hauts fonctionnaires et Jacques Soustelle, ancien gouverneur général de l'Algérie.
Le 13 mai 1958, un comité de vigilance appelle à manifester contre le FLN à Alger : la grève générale et les manifestations conduisent à la prise du gouvernement général par les insurgés, soutenus par les généraux Raoul Salan, Edmond Jouhaud, Jean Gracieux et l'amiral Auboyneau. Le putsch d'Alger se traduit par la mise en place du Comité de salut public, à la tête duquel est porté le général Jacques Massu. Celui-ci lance un appel au général de Gaulle le 14 mai. L'insurrection prend de l'ampleur et risque de dégénérer en guerre civile. Le 15, le général se dit « prêt à assumer les pouvoirs de la République ». Certains voient dans cette déclaration un soutien à l'armée et s'inquiètent. Le 19 mai, lors d'une conférence de presse à l'hôtel de la gare d'Orsay, il répond aux inquiétudes des Français en objectant : « Croit-on, qu'à 67 ans, je vais commencer une carrière de dictateur ? ». Durant cette conférence, il explique sa déclaration du 15 mai, rassure et insiste sur la nécessité de l'union nationale et s'il se présente encore comme le recours, il ne donne aucune caution ni à l'armée ni à quiconque. Cependant, le général refuse la première exigence des opposants à son retour, notamment François Mitterrand : désavouer officiellement les comités qui se créent un peu partout en France, composés de civils et de militaires et constitués pour favoriser sa prise de pouvoir.
Le 24 mai, les putschistes, membres de régiments parachutistes basés dans le secteur d'Alger, lancent une opération aéroportée en Corse, pour accélérer le calendrier législatif et la nomination d'un gouvernement ayant leur faveur. Sans effusion de sang, l'opération Résurrection, dont les avions sont fournis par le commandement de l'armée de l'air en Algérie, débouche sur la création le 26 mai d'un second comité de salut public, à Ajaccio, par le colonel Jean-Robert Thomazo. Un ultimatum expirant le 29 mai est adressé au gouvernement présidé par Pierre Pflimlin à Paris. En effet, une partie de l’armée en Algérie prépare secrètement — en liaison avec les gaullistes d'Alger — un débarquement à Paris.
Le 26 mai, de Gaulle, qui ne détient alors aucun mandat officiel, rencontre secrètement le président du Conseil Pierre Pflimlin, mais ils ne parviennent à aucun accord, de Gaulle refusant de désavouer les initiatives prises par les partisans de son retour présents à Alger et de condamner la prise d’Ajaccio par des parachutistes envoyés d'Alger le 24 mai. Mais le lendemain 27 mai, de Gaulle affirme qu’il a « entamé le processus régulier nécessaire à l’établissement d’un gouvernement républicain capable d’assurer l’unité et l’indépendance du pays » et se déclare « prêt à assumer les pouvoirs de la République ».

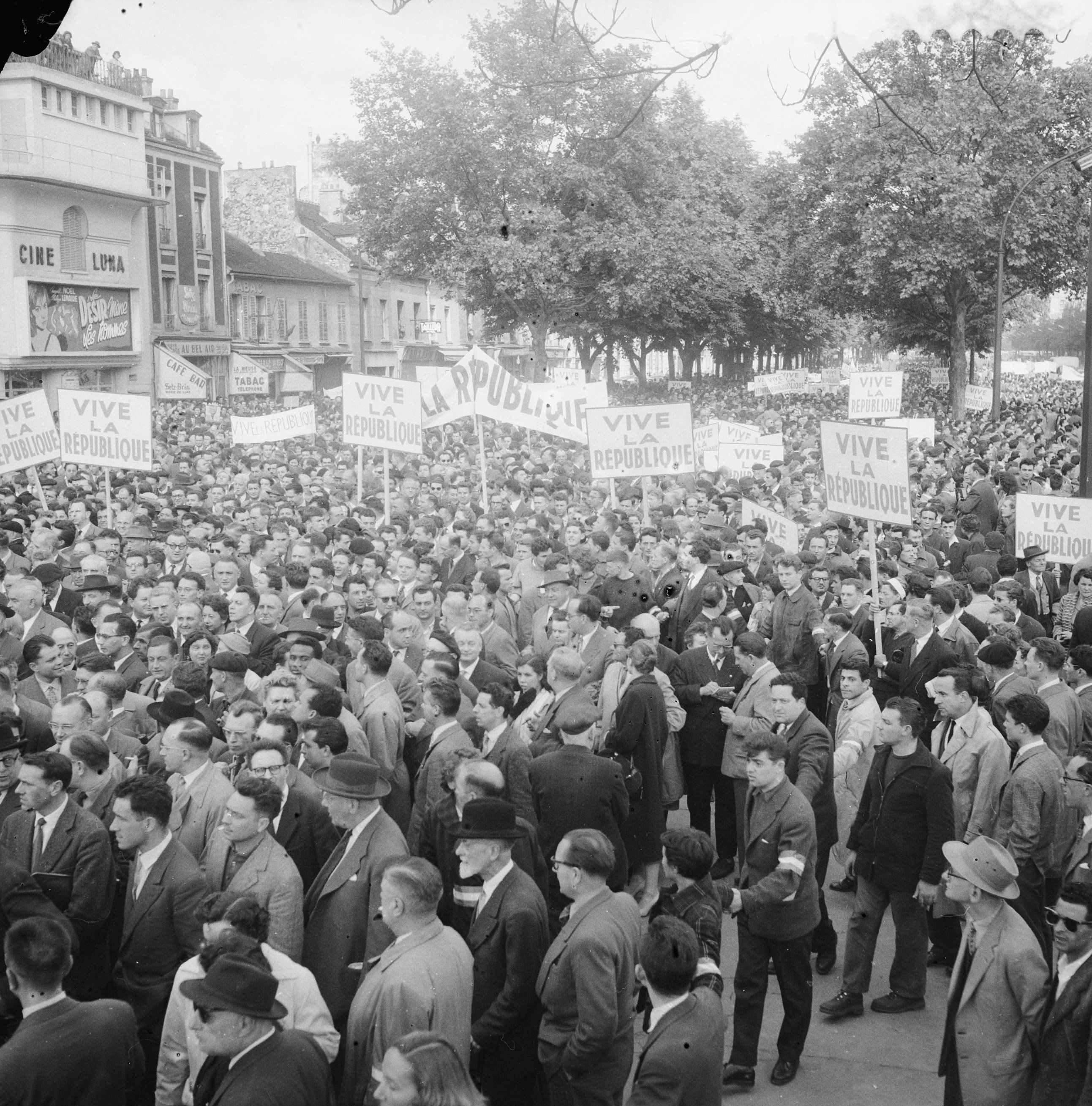
Manifestation antifasciste le 28 mai 1958 à Paris.

Le 28, quelques heures avant l'expiration de l'ultimatum lancé par les putschistes le 24 mai à Alger, le gouvernement Pierre Pflimlin démissionne. Le 29, le président de la République René Coty fait appel « au plus illustre des Français... Celui qui, aux heures les plus sombres de notre histoire, fut notre chef pour la reconquête de la liberté et qui, ayant réalisé autour de lui l'unanimité nationale, refusa la dictature pour établir la République ». L'Assemblée nationale, en majorité de gauche, vote alors la confiance à Pierre Pflimlin, leader de la droite modérée et président du Conseil démissionnaire, qui ne contrôle plus l'appareil d'État. Le président de la République, dans un message au Parlement, menace à ce moment de démissionner sur le champ, ce qui aurait pu favoriser un coup d'État militaire. Charles de Gaulle accepte de former un gouvernement, et il est investi par l'Assemblée nationale le 1er juin, par 329 voix sur 553 votants : il est ainsi le dernier président du Conseil d'une IVe République qu'il avait tant honnie. Ce vote est adopté par une majorité hétéroclite de députés de droite, du centre, de socialistes... Guy Mollet, secrétaire général de la SFIO, s'est en effet rallié à de Gaulle, même si des membres du parti, notamment autour de Édouard Depreux, ancien ministre de l'Intérieur en 1946 et en 1947, s'opposent à ce ralliement et fondent le Parti Socialiste Autonome, qui sera l'une des organisations regroupées dans le Parti Socialiste Unifié en avril-mai 1960. 
Pierre Mendès France, parmi les plus virulents opposants au retour au pouvoir du général de Gaulle dans de telles conditions, déclare au sujet du vote d'investiture du 1er juin : « C'est parce que le Parlement s'est couché qu'il n'y a pas eu de coup d'État ! » Par la loi constitutionnelle du 3 juin 1958, les députés donnent au nouveau président du Conseil la possibilité de gouverner par ordonnances pour une durée de six mois et l'autorisent à mener à bien la réforme constitutionnelle du pays.

## Le gouvernement De Gaulle
De Gaulle, apparu comme l'« homme providentiel » ayant pu résoudre la crise, forme un nouveau gouvernement. Dès le 4 juin, il se rend à Alger, où il prononce devant la foule de la place du Forum un discours marqué par une formule ambiguë mais restée célèbre : « Je vous ai compris ».
En octobre, il propose la « paix des braves », cessez-le-feu unilatéral que les indépendantistes du FLN refusent, et commence à amorcer le processus vers l'auto-détermination de l'Algérie, qui sera officiellement confirmé par de Gaulle, plus tard, lors de sa conférence de presse de septembre 1959.
La nouvelle constitution est élaborée au cours de l'été 1958. Sous l'autorité de juristes et de professeurs de droit, Michel Debré, ancien major au concours d'auditeur au Conseil d'État avant guerre, ancien commissaire de la République à Angers en 1944/1945, un des pères de l'ENA et du futur statut de la fonction publique, reprend les propositions avancées dans le discours de Bayeux du 16 juin 1946, avec un exécutif fort établissant un régime semi-présidentiel. Le général de Gaulle accepte cependant que le Parlement ait plus de poids qu'il ne le souhaitait. Les corrections de syntaxe et grammaticales de la future Constitution sont confiées au futur président du Sénégal, Léopold Sédar Senghor, agrégé de grammaire, ancien condisciple de Georges Pompidou à l'École Normale Supérieure.
La nouvelle constitution est adoptée par le référendum du 28 septembre 1958, avec 79,25 % de « oui ». Elle est officiellement proclamée le 4 octobre. L'Union française l'approuve également, sauf la Guinée qui devient ainsi le premier État de l'Afrique française à obtenir son indépendance. Le 21 décembre, Charles de Gaulle est élu président de la République française et de la Communauté française par un collège électoral composé d'environ 80 000 personnes (députés, sénateurs, conseillers généraux, maires et représentants de communes). Il prend ses fonctions le 8 janvier 1959.
Entre le moment de son entrée en fonction comme président du Conseil et son élection à la présidence de la République, Charles de Gaulle a largement amorcé la politique qui marquera son passage au pouvoir : outre la volonté de doter la France d'une nouvelle Constitution, le général se soucie de la politique européenne de la France (rencontre avec le chancelier allemand Konrad Adenauer le 14 septembre), de l'indépendance du pays face aux États-Unis (mémorandum du 17 septembre adressé au président Eisenhower sur l'autonomie des forces militaires françaises), de l'assainissement des finances publiques (mesures du 27 décembre) et du sort de l'Algérie (il refuse les choix des deux comités de salut public du 13 et du 26 mai et appelle à la « Paix des Braves » en octobre).

## Bande dessinée
- Un général, des généraux, album de bande dessinée scénarisée par Nicolas Juncker et dessinée par François Boucq.